# جورج کیلی
جورج کیلی (انگلیسی: George Cayley; ۲۷ دسامبر ۱۷۷۳ – ۱۵ دسامبر ۱۸۵۷) دانشمند در زمینه هوانوردی، آیرودینامیک، مکانیک پرواز، و مهندسی هوافضا اهل پادشاهی متحد بریتانیای کبیر و ایرلند بود.